# Liste der Flächendenkmäler in Frankfurt (Oder)
Frankfurt (Oder) weist wegen seiner langen Geschichte viele Denkmäler auf. Es gibt neben Denkmälern im engeren Sinn, Bau- und Bodendenkmale und Denkmalbereichen viele Flächendenkmäler in Frankfurt (Oder).

## Dorfanger mit Umbauung Booßen
Booßen

## Dorfanger Hohenwalde
Hohenwalde

## Ehrenfriedhof für Kriegsgefangene und Zwangsarbeiter mehrerer Nationen in Güldendorf

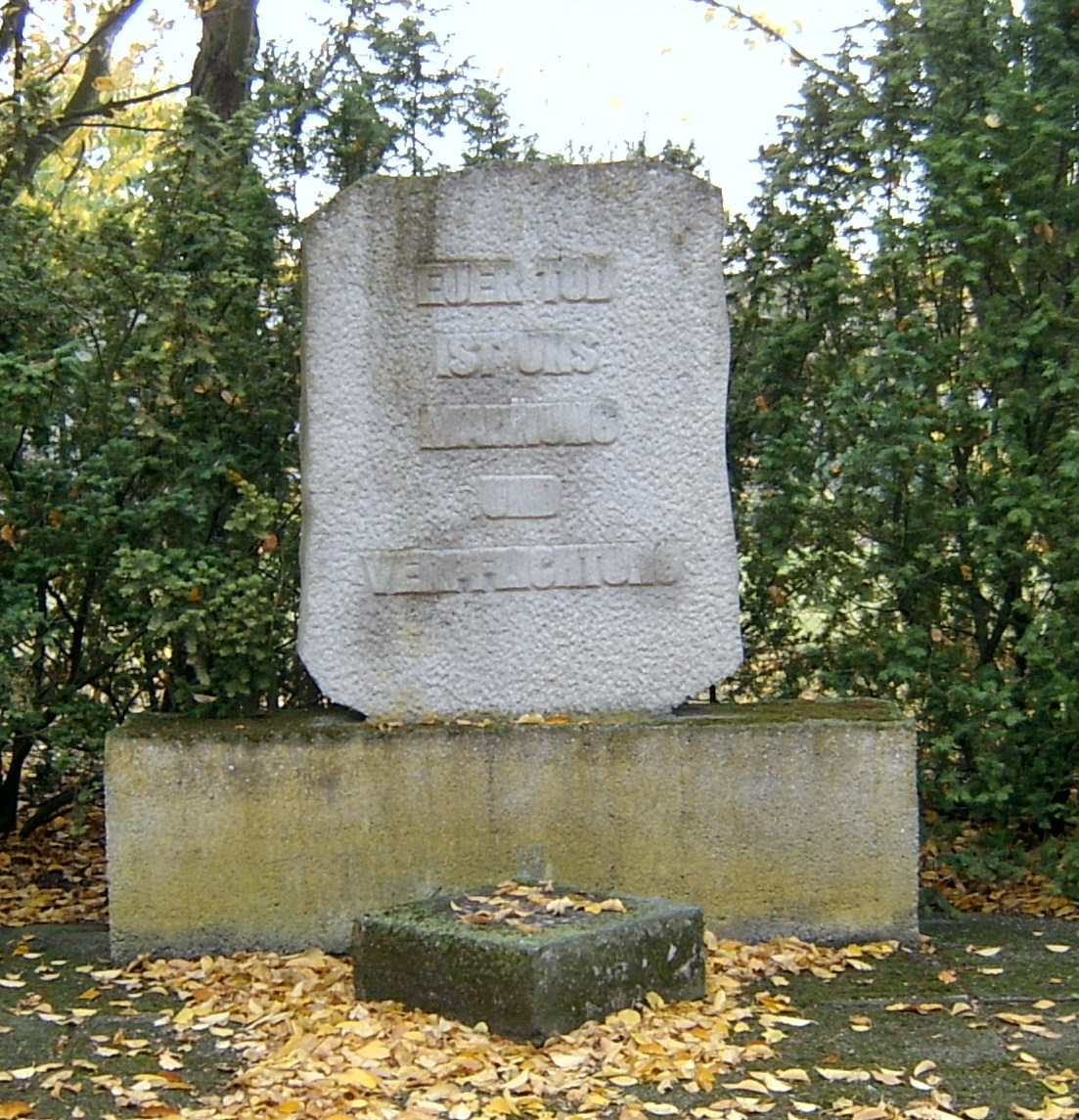
Gedenkstein auf dem Ehrenfriedhof für Kriegsgefangene und Zwangsarbeiter mehrerer Nationen in Güldendorf.

Güldendorf, Güldendorfer Straße

## Gutshaus mit Park in Kliestow

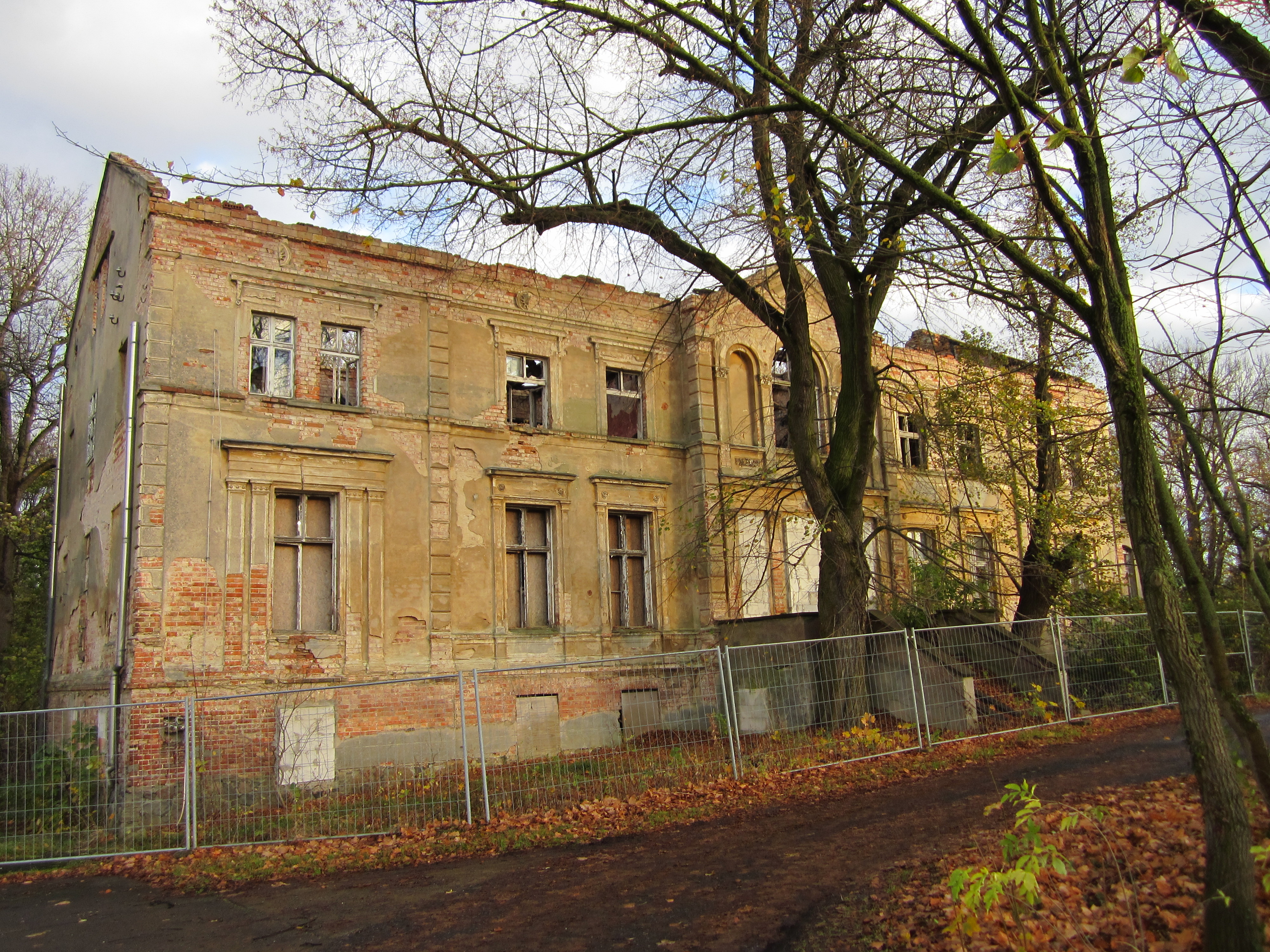
Ruine des Gutshauses in Kliestow

Kliestow, Berliner Chaussee 76

## Gutshaus und Park in Booßen

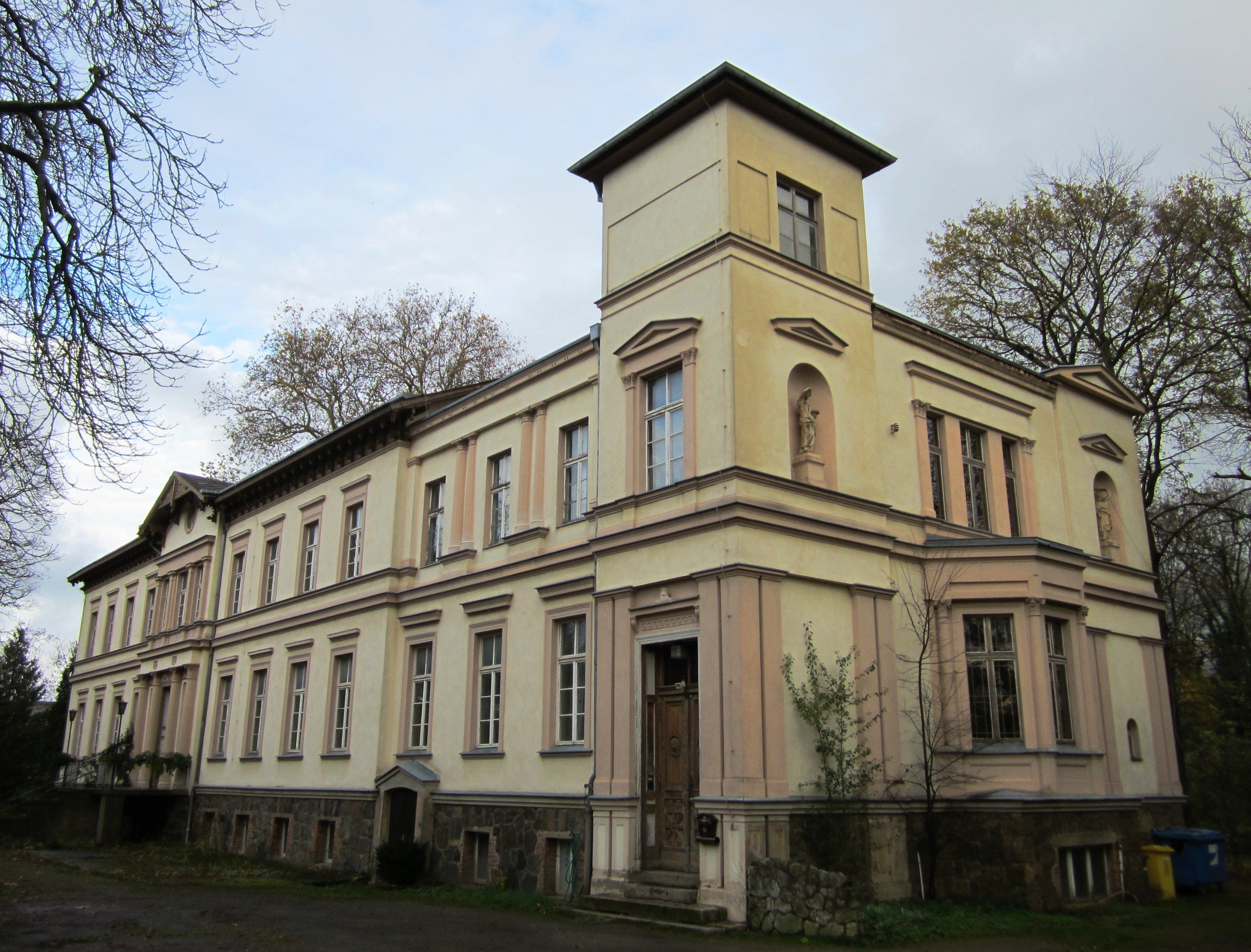
Gutshaus in Booßen

Booßen, Bergstraße 14

## Gutshaus und Park in Rosengarten

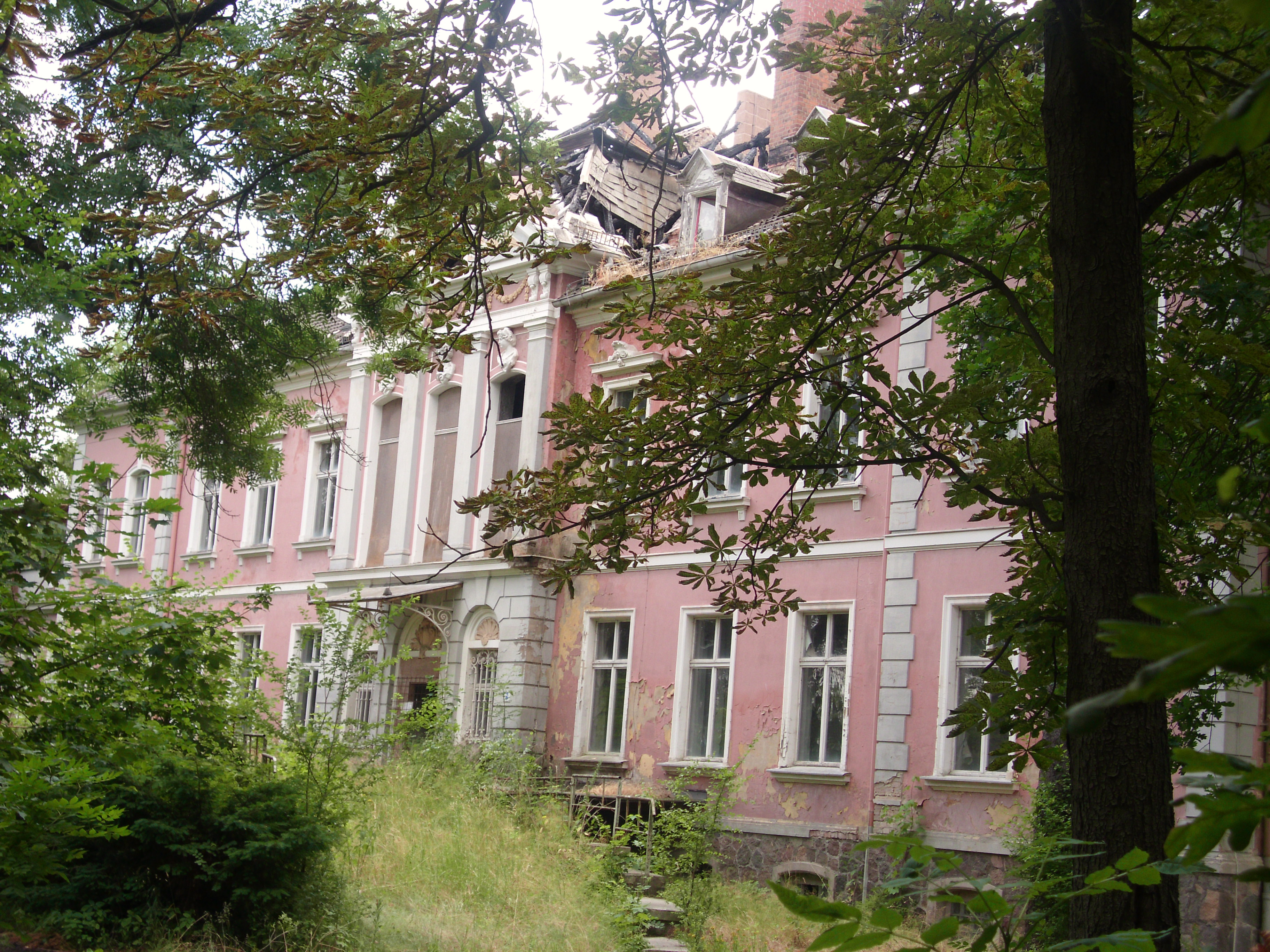
Gutshaus Rosengarten

Rosengarten, Siedlerplatz 2

## Lebuser Vorstadt
begrenzt durch Berliner Straße, einschließlich Karl-Ritter-Platz und Herbert-Jensch-Straße 1–3

## Lennépark
siehe Hauptartikel Lennépark Frankfurt (Oder)

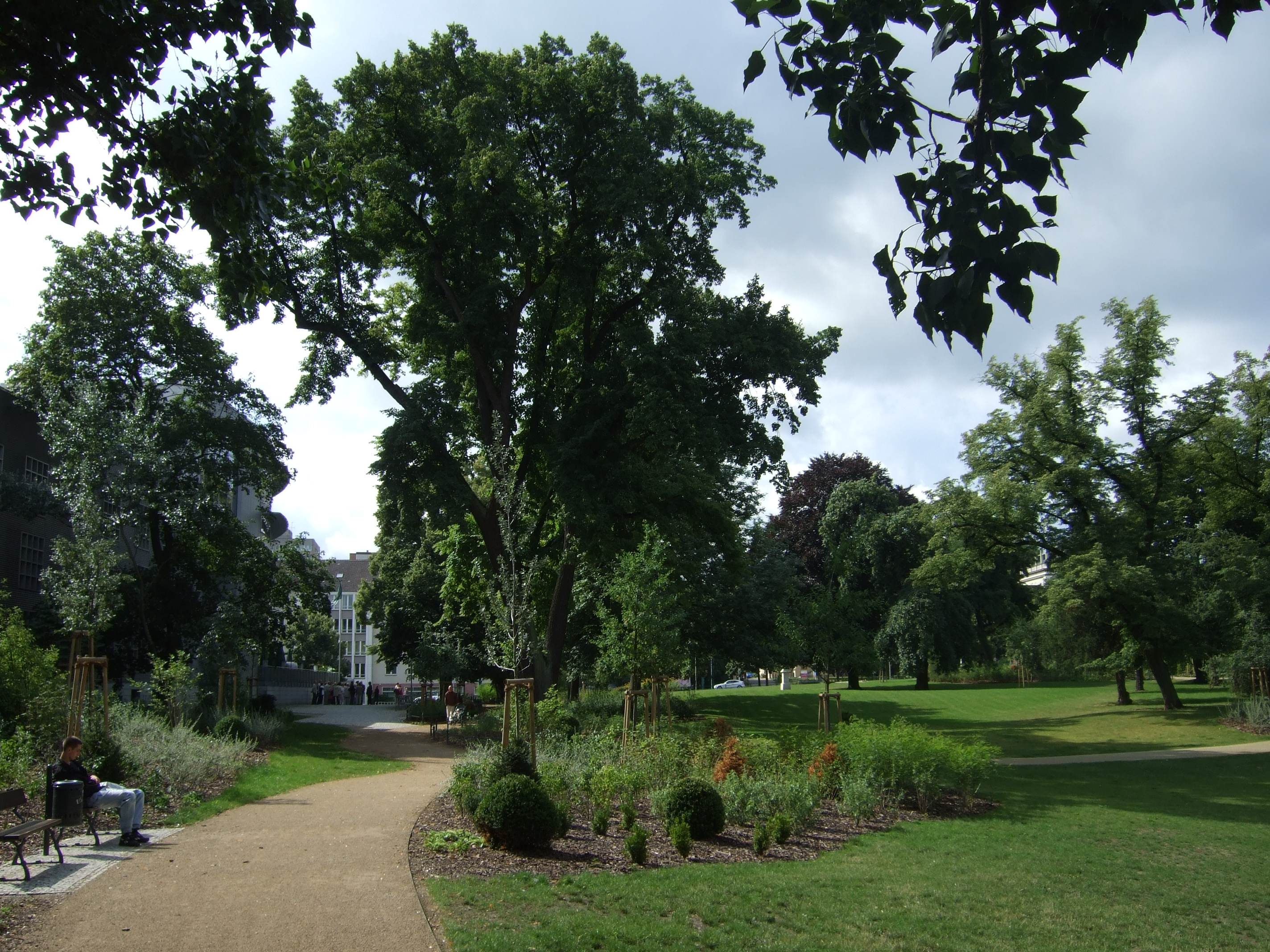
Lennépark.

Der Lennépark ist eine Grünanlage in Frankfurt (Oder), die nach ihrem Gartenarchitekten Peter Joseph Lenné benannt wurde. Er ist eine 8,9 ha große, mit etwa 900 m Länge und etwa 95 m Breite langgestreckte Parkanlage mit künstlichem Wasserfall, Fließgewässer, Fontäne, Teichen, Brücken und Kunstwerken. Der im englischen Stil gestaltete Park ist (nach Theresienstein) der zweitälteste Bürgerpark Deutschlands.

## Lienau-Park mit Denkmal für Michael Lienau

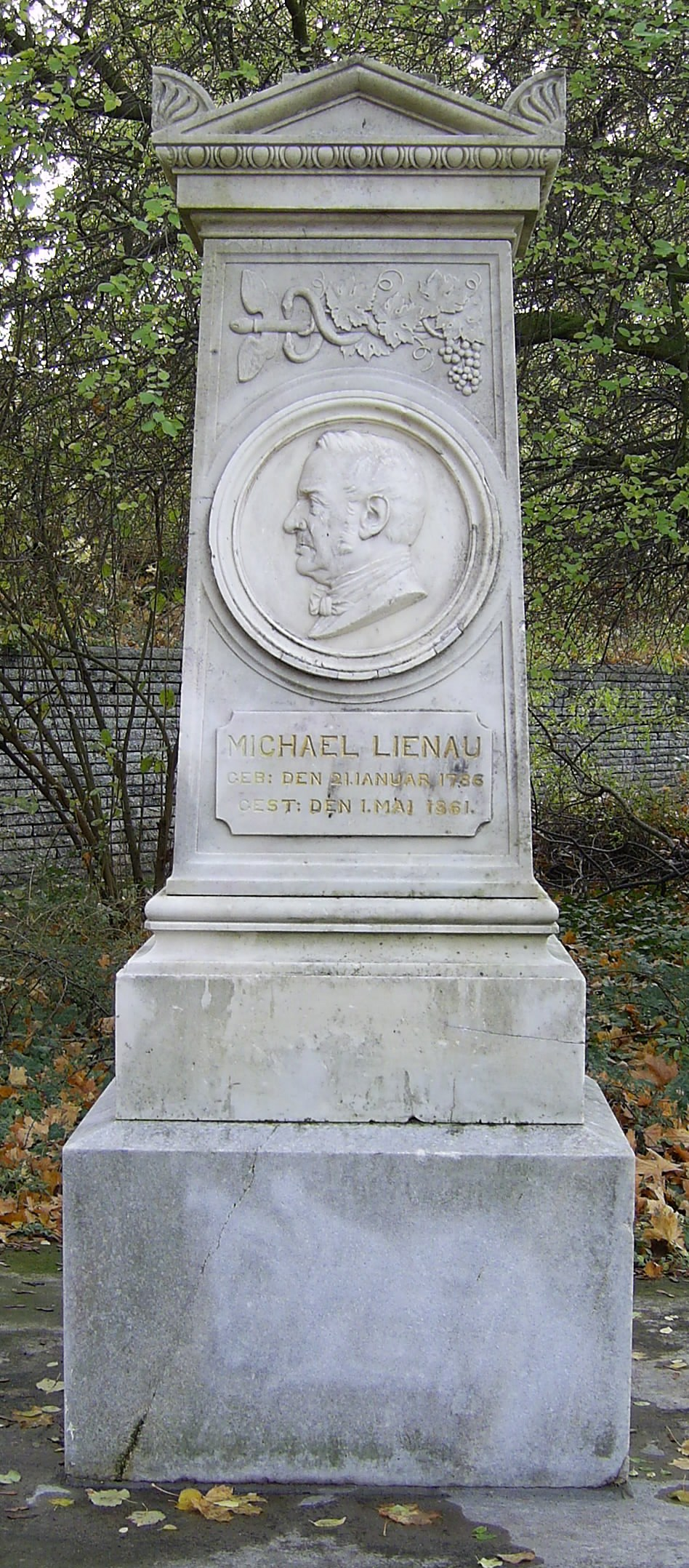
Michael-Lienau-Denkmal

Der als Mäzen Frankfurts bezeichnete Lienau erhielt 1861 einen aus weißem Marmor gefertigten Obelisken als Denkmal. Auf der Vorderseite befindet sich ein Bild Lienaus. Auf dem hinteren Sockel befindet sich die Inschrift Dem sorglichen Haupte der Familie, dem treuen Freunde, dem Pfleger der Künste, dem Verehrer der Natur. Sein dankbarer Sohn. Das Denkmal befindet sich heute auf dem Gelände der Freilichtbühne, einst ein Gartengrundstück der Familie im Lienaupark. (Halbe Stadt 29)

## Platz an der Friedenskirche (früherer Untermarkt)
begrenzt durch  Collegienstraße, Schulstraße, Oderpromenade

## Sowjetischer Ehrenfriedhof in Booßen

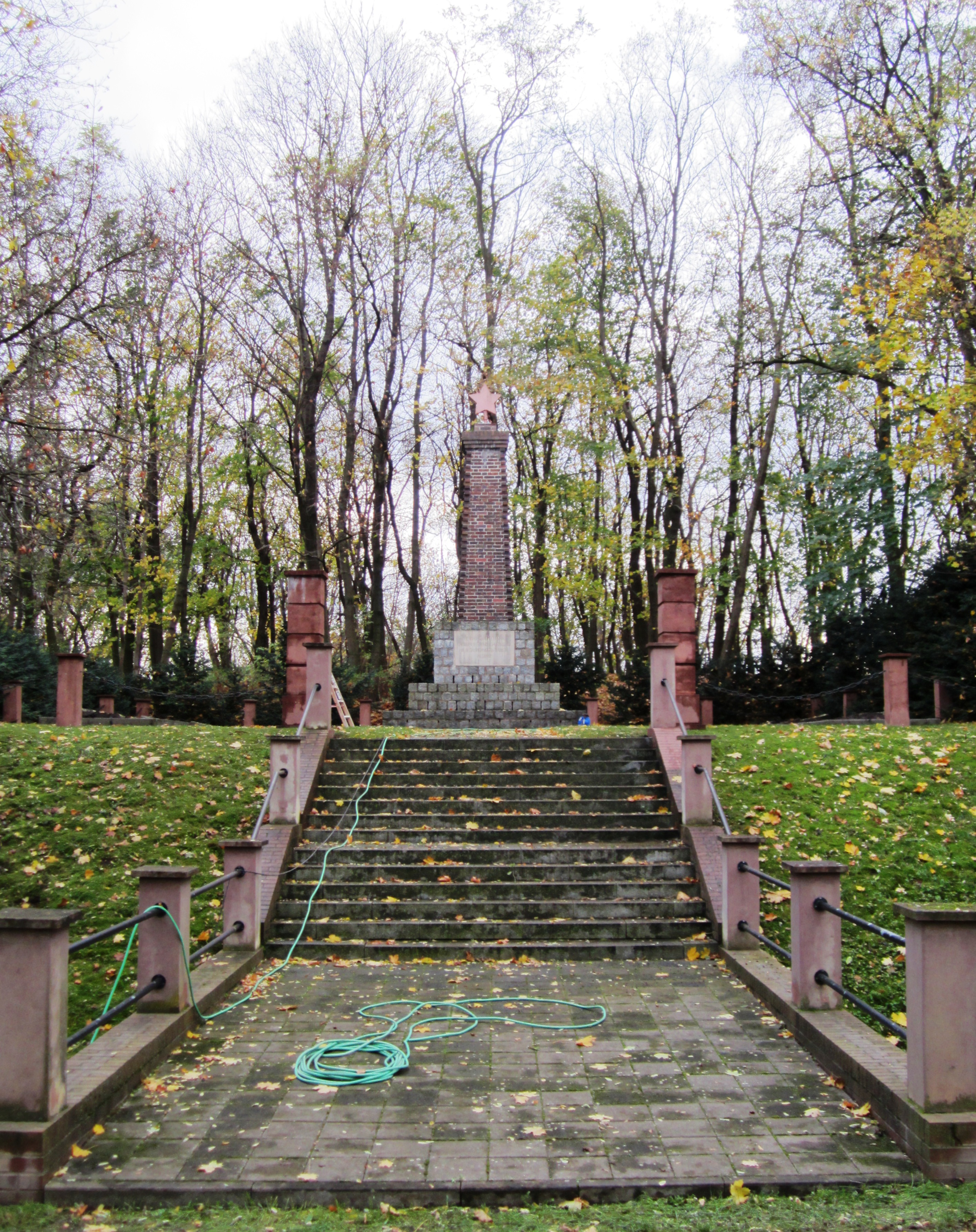

Booßen, Am Ehrenmal

## Straßenzug Halbe Stadt
begrenzt durch Bebauung Halbe Stadt (westliche Grundstücksgrenze) und Lennépark

## Wohnsiedlung Paulinenhof

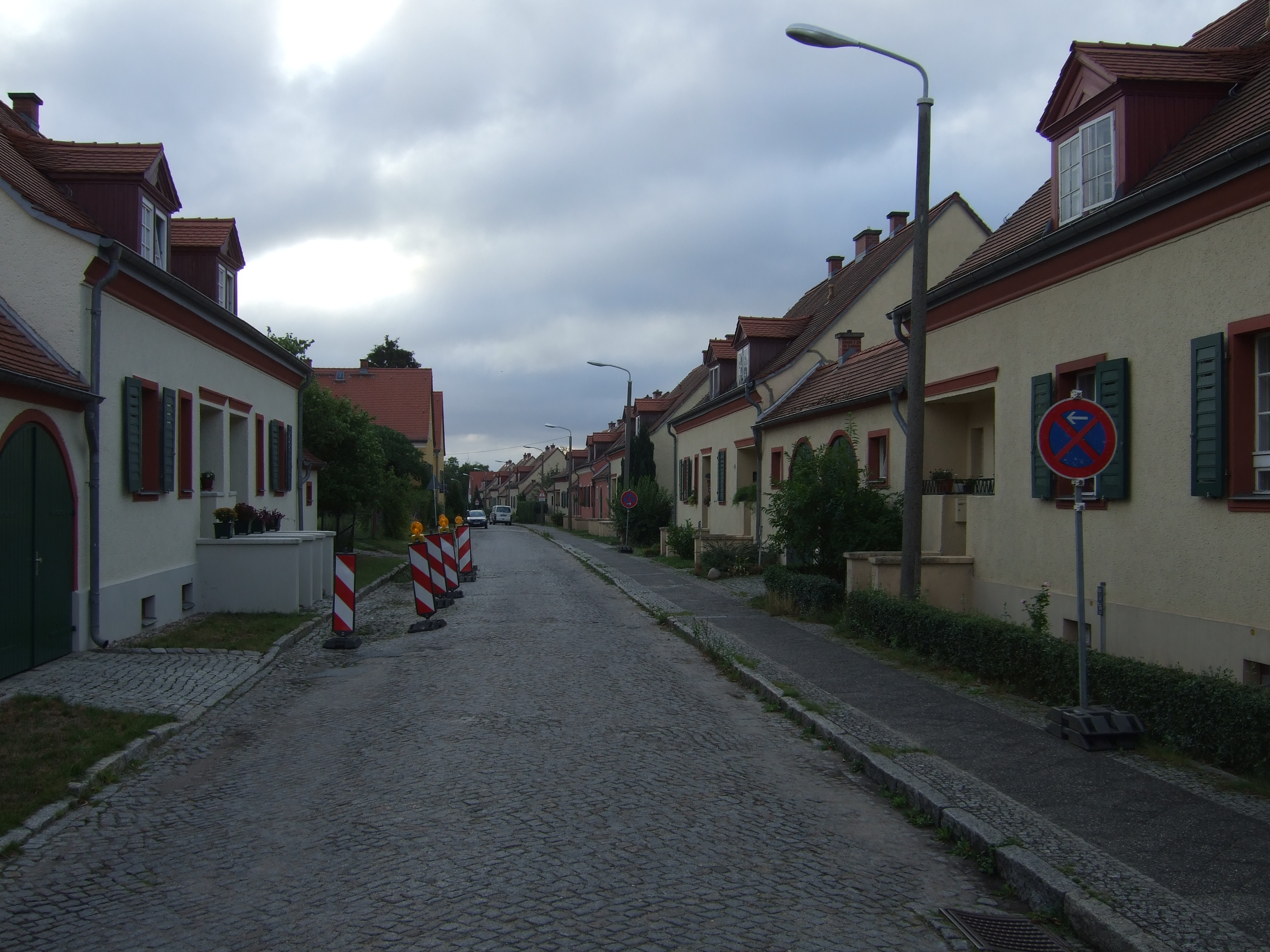
Wohnsiedlung Paulinenhof

## Magistrale
Karl-Marx-Straße 8–22, 176–191

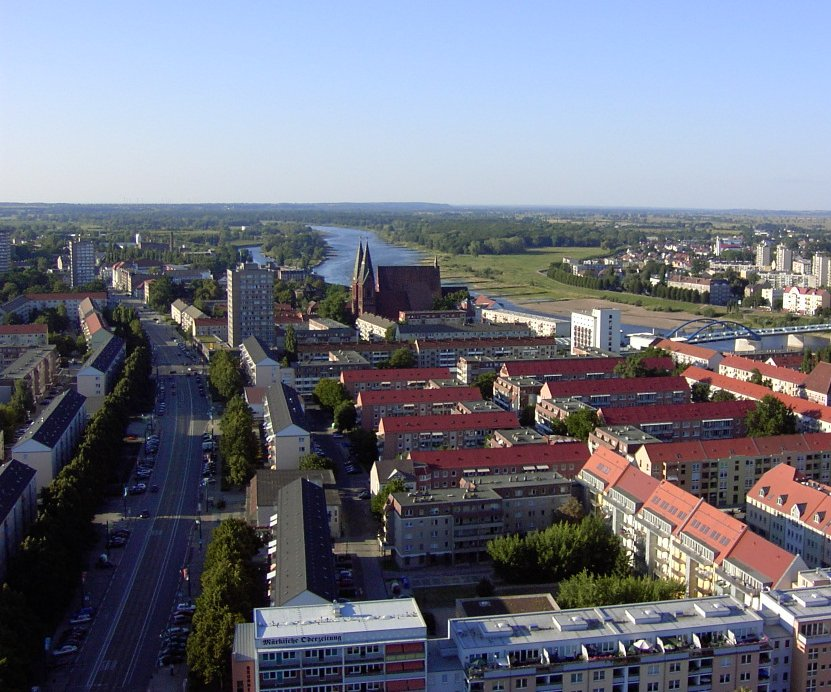
Frankfurt (Oder), Blick vom Oderturm nach Norden. Am linken Bildrand das „Magistrale“ genannte Teilstück der Karl-Marx-Straße.

Die Geschichte von Bauten in Frankfurt (Oder) besagt, an der Karl-Marx-Straße wurde am 4. August 1956 der Grundstein für den Bau von neuen Häusern in der, am Ende des Zweiten Weltkrieges zerstörten, Altstadt begonnen. Die Bebauungsplanung lag beim VEB Hochbauprojektierung Frankfurt. Der Abstand der Bordsteinkanten der Straße beträgt 19,20 Meter und in der Mitte verlaufen zwei Straßenbahnschienen. Die sich gegenüberliegenden Häuser an der Magistrale sind zwischen 42 und 58 Metern voneinander entfernt. Die Fertigstellung erfolgte 1963/1964. Die sechs neu errichteten Wohnblöcke besaßen im Erdgeschoss jeweils Platz für Geschäfte. Der Straßenzug steht unter Denkmalschutz.[9]

## Wohnanlage mit Vorgarten August-Bebel-Straße 29–32, Maxim-Gorki-Straße 1–5, Rathenaustraße 1–3, Fontanestraße 4, 5
August-Bebel-Straße 29–32, Maxim-Gorki-Straße 1–5, Rathenaustraße 1–3, Fontanestraße 4, 5

## Wohnanlage August-Bebel-Straße 116–124, Albert-Fellert-Straße 42, 43
August-Bebel-Straße 116–124, Albert-Fellert-Straße 42, 43

## Wohnanlage Huttenstraße 1–13, Thilestraße 1–3, Ebertusstraße 13–15
Huttenstraße 1–13, Thilestraße 1–3, Ebertusstraße 13–15

## Wohnbebauung Kiliansberg mit Eisenbahner-Gefallenen-Denkmal
Kiliansberg 1–7, Ferdinandstraße 14, Bahnhofsplatz 18

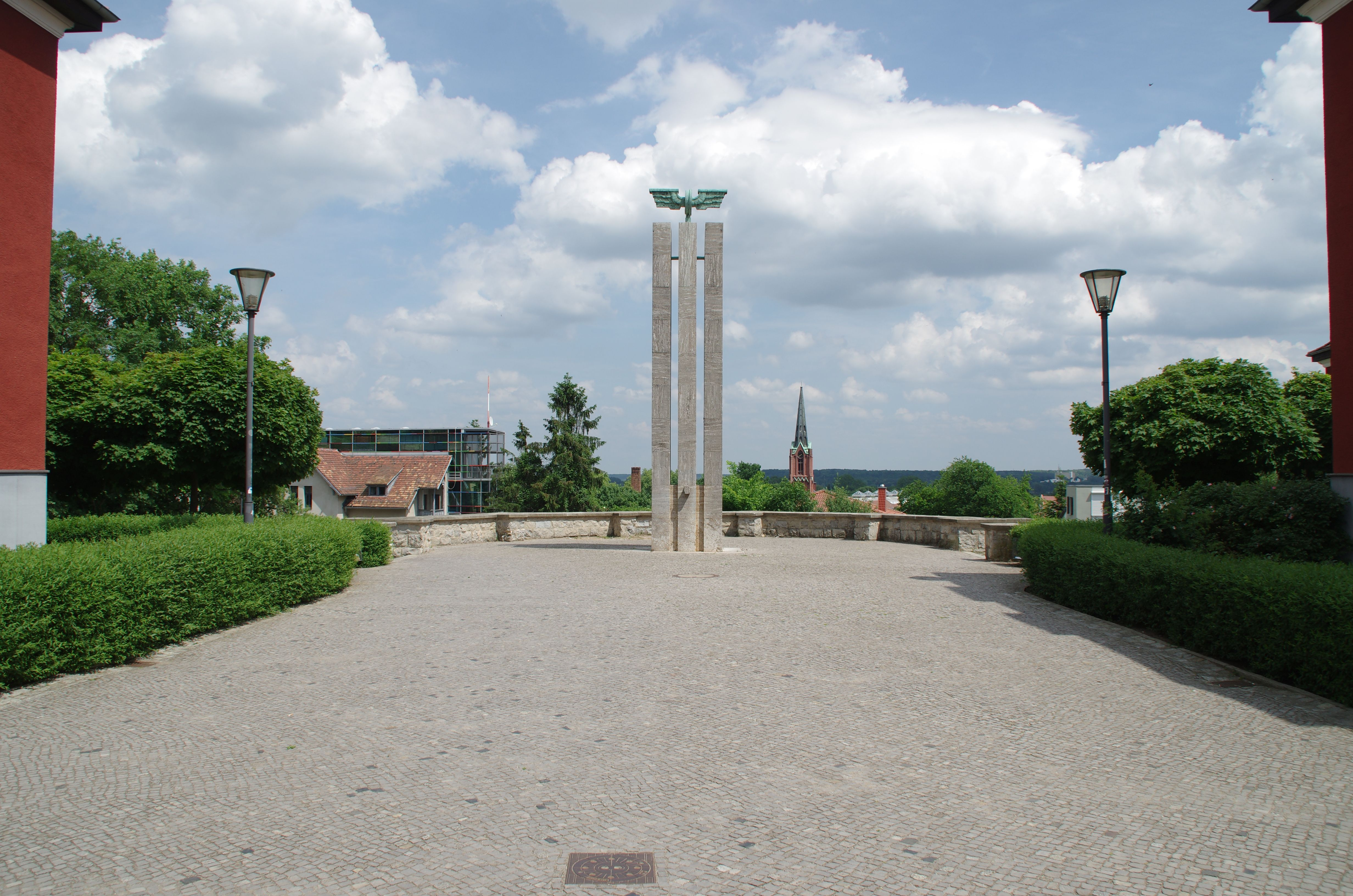
Denkmal für die gefallenen Reichsbahner des Ersten Weltkrieges

Unweit des Bahnhofs auf dem Kiliansberg befindet sich das Denkmal für die im Ersten Weltkrieg und den nachfolgenden Grenzkriegen gefallenen Eisenbahner. Bereits 1921 wurde der Wunsch nach einem solchen Denkmal geäußert, aber erst 1931 beschloss der Bezirksverband der Eisenbahnvereine einstimmig, Spenden für ein solches Werk zu sammeln. Der Architekt und Reichsbahnrat Wilhelm Beringer entwarf das Denkmal. Drei Stelen symbolisieren dabei die drei Direktionsbezirke Posen, Westpreußen und Danzig, in welchen die Gefallenen gearbeitet hatten. Der Sockel, der die Stelen vereint, symbolisiert die Reichsbahndirektion Osten, zu der die Bezirke vereinigt worden waren. Auf der Spitze des Werkes befindet sich ein geflügeltes Bronzerad, das die Arbeit der Eisenbahner symbolisiert. Am 3. Juli 1932 wurde das Denkmal eingeweiht.

## Wohnbebauung mit Vorgärten und rückwärtigen Hofbereichen, dem kleinen Platz an der Bahnhof- und Spieckerstraße sowie der Substruktion vor der Heilbronner Straße 11–14
Bahnhofstraße 1–4, 15–19, 22–26, Heilbronner Straße 3, 4, 6–8, 10–14